# Campeonato Mundial de Curling Mixto Doble de 2021
El XIV Campeonato Mundial de Curling Mixto Doble se celebró en Aberdeen (Reino Unido) entre el 17 y el 23 de mayo de 2021 bajo la organización de la Federación Mundial de Curling (WCF) y la Federación Escocesa de Curling.
Las competiciones se realizaron en el centro Curl Aberdeen de la ciudad escocesa.

## Tabla de posiciones
| Pos | Grupo A         | G | P | G–P |
| --- | --------------- | - | - | --- |
| 1   | Escocia         | 8 | 1 | –   |
| 2   | Canadá          | 7 | 2 | 1–0 |
| 3   | Italia          | 7 | 2 | 0–1 |
| 4   | República Checa | 5 | 4 | 1–0 |
| 5   | Alemania        | 5 | 4 | 0–1 |
| 6   | RCF             | 4 | 5 | –   |
| 7   | Australia       | 3 | 6 | 1–0 |
| 8   | Hungría         | 3 | 6 | 1–0 |
| 9   | Corea del Sur   | 3 | 6 | 1–0 |
| 10  | España          | 0 | 9 | –   |

| Pos | Grupo B        | G | P | G–P |
| --- | -------------- | - | - | --- |
| 1   | Suecia         | 9 | 0 | –   |
| 2   | Noruega        | 8 | 1 | –   |
| 3   | Suiza          | 5 | 4 | 1–0 |
| 4   | Estados Unidos | 5 | 4 | 0–1 |
| 5   | China          | 4 | 5 | 1–0 |
| 6   | Nueva Zelanda  | 4 | 5 | 0–1 |
| 7   | Inglaterra     | 3 | 6 | 1–0 |
| 8   | Japón          | 3 | 6 | 0–1 |
| 9   | Finlandia      | 2 | 7 | 1–0 |
| 10  | Estonia        | 2 | 7 | 0–1 |

## Cuadro final
|  | Clasif. a semifinales | Clasif. a semifinales |         |   | Semifinales | Semifinales  |              |         | Final  | Final |  |
|  |                       |                       |         |   |             |              |              |         |        |       |  |
|  |                       |                       |         |   |             |              |              |         |        |       |  |
|  |                       |                       |         |   |             |              |              |         |        |       |  |
|  |                       |                       |         |   |             |              |              |         |        |       |  |
|  |                       |                       |         |   |             |              |              |         |        |       |  |
|  |                       | Escocia               | 7       |   |             |              |              |         |        |       |  |
|  |                       |                       | 7       |   |             |              |              |         |        |       |  |
|  |                       |                       | Canadá  | 4 |             |              |              |         |        |       |  |
|  | Canadá                | 7                     | Canadá  | 4 |             |              |              |         |        |       |  |
|  | Canadá                | 7                     |         |   |             |              |              |         |        |       |  |
|  | Suiza                 | 6                     |         |   |             |              |              |         |        |       |  |
|  | Suiza                 | 6                     |         |   |             |              |              | Escocia | 9      |       |  |
|  |                       |                       |         |   |             |              |              | Escocia | 9      |       |  |
|  |                       |                       | Noruega | 7 |             |              |              |         |        |       |  |
|  |                       |                       | Noruega | 7 |             |              |              |         |        |       |  |
|  |                       |                       |         |   |             |              |              |         |        |       |  |
|  |                       |                       |         |   |             |              |              |         |        |       |  |
|  |                       | Suecia                | 6       |   |             | Tercer lugar | Tercer lugar |         |        |       |  |
|  |                       |                       | 6       |   |             | Tercer lugar | Tercer lugar |         |        |       |  |
|  |                       |                       | Noruega | 7 |             |              |              |         |        |       |  |
|  | Noruega               | 7                     | Noruega | 7 |             |              | Canadá       | 4       |        |       |  |
|  | Noruega               | 7                     |         |   |             |              | Canadá       | 4       |        |       |  |
|  | Italia                | 5                     |         |   |             |              |              |         | Suecia | 7     |  |
|  | Italia                | 5                     |         |   |             |              |              |         | Suecia | 7     |  |
|  |                       |                       |         |   |             |              |              |         |        |       |  |

## Medallistas
| Evento      | Oro                                | Plata                                           | Bronce                                  |
| ----------- | ---------------------------------- | ----------------------------------------------- | --------------------------------------- |
| Mixto doble | Escocia Jennifer Dodds Bruce Mouat | Noruega · Kristin Skaslien · Magnus Nedregotten | Suecia · Almida de Val · Oskar Eriksson |